# 4 Brygada Artylerii (II RP)
4 Brygada Artylerii (4 BA) – brygada artylerii Wojska Polskiego II RP.
Formowanie brygady rozpoczęto w czerwcu 1919. Była początkowo przeznaczona dla Dywizji Litewsko-Białoruskiej.
Faktycznie Brygada stała się organiczną jednostką artylerii 4 Dywizji Piechoty.

## Organizacja pod koniec 1919
- Dowództwo 4 Brygady Artylerii
- 4 pułk artylerii polowej w składzie 9 baterii
- 4 pułk artylerii ciężkiej w składzie 5 baterii (3 bateria - w głębi kraju)

## Dowódcy brygady
- płk art. Wilhelm Antoni Weber[1] (12 VIII 1919 – 10 VIII 1920)